# 다산역 (남양주)
다산역(茶山驛, Dasan station)은 경기도 남양주시 다산동에 있는 수도권 전철 8호선의 전철역이다. 이 역부터 별내(삼육대학교)역까지 남양주도시공사 구간이다. 왕숙천 하저터널로 동구릉역, 별내역과 연결된다.
수도권 전철 8호선 암사역에서 별내역까지 이어진 별내선 신설역 중 하나다.
배차 간격은 서울과 동일한 4~8분이며, 지하철역 인근에 위치한 역세권 아파트로는 다산메트로3단지, 다산역경기행복주택, 다산자이, 다산자연푸르지오가 있다.

## 연혁
- 2015년 10월 6일: 착공
- 2024년 8월 10일: 개통

## 승강장
| 별내 ↑   |
| \| 상    |
| ↓ 동구릉 |

| 상행 | ● 수도권 전철 8호선 | 별내                                       |
| 하행 | ● 수도권 전철 8호선 | 구리(구리전통시장)·암사 · 잠실 · 모란 방면 |

## 역 주변
| 나가는 곳 | 방면                                              |
| --------- | ------------------------------------------------- |
| 1         | 다산선형공원 다산중앙공원                         |
| 2         | 남양주시 사회복지관 서부희망케어센터 다산수변공원 |
| 3         | 다산하늘초등학교                                  |
| 4         | 왕숙천시민공원                                    |
| 5         | 미개통                                            |
| 6         | 남양주자연체험공원 다산자이아이비플레이스아파트   |

## 인접한 역
| 별내선                                     | 별내선              | 별내선               |
| ------------------------------------------ | ------------------- | -------------------- |
| 804 별내(삼육대학교) 별내(삼육대학교) 방면 | ● 수도권 전철 8호선 | 806 동구릉 모란 방면 |